# Лаоссаари
Лаоссаари (ест. Laossaarõ) — село в Естонії, входить до складу волості Риуге, повіту Вирумаа.